# Hitler, ein Film aus Deutschland
Hitler, ein Film aus Deutschland (englischer Titel: Our Hitler, a Film from Germany) ist ein Film des Regisseurs Hans-Jürgen Syberberg aus dem Jahre 1977. Aufgrund seiner ästhetisierenden Darstellung ist der Film unter Kritikern umstritten. Der Film wurde mit einem Budget von einer Million DM in zwanzig Tagen gedreht.

## Uraufführung
Die Filmpremiere fand am 5. November 1977 in London statt. Bei den Filmfestspielen von Cannes gab es eine Vorführung für die internationale Presse. In Paris wurde er zuerst am 28. Juni 1978 vorgeführt. Nachdem es Bombendrohungen gegen das ursprünglich vorgesehene Studio des Ursulines gegeben hatte, wurde die Vorführung ins Kino La Pagode in der Rue du Babylone verlegt. In Westdeutschland wurde der Film erstmals im Rahmen der Aschaffenburger Gespräche am 8. Juli 1978 vorgeführt. Am 4. Januar 1980 wurde er im ARD-Fernsehen gezeigt. Eine etwas geschnittene Fassung wurde am 13. Januar 1980 in New York City aufgeführt.
In Brasilien wurde der Film am 28. September 2005 auf dem internationalen Filmfestival von Rio de Janeiro gezeigt.

## Inhalt und Szenerie
Syberberg zitiert am Anfang und Ende des Filmes jeweils aus Heinrich Heines Gedicht Nachtgedanken aus dem 1844 erschienenen Zyklus Zeitgedichte. Der Film gliedert sich in die vier Abschnitte „Der Gral“, „Ein deutscher Traum“, „Das Ende eines Wintermärchens“ und „Wir, Kinder der Hölle“. Zu Beginn tritt Heinz Schubert als Zirkusdirektor auf, dann verkörpert er Hitler, der als Dämon aus dem Grab Richard Wagners aufsteigt, und später Heinrich Himmler, der sich massieren lässt. Es wird der Eindruck einer künstlichen Atelierlandschaft erweckt. Der Film spielt auf verschiedene Symbole der deutschen Kultur und Geschichte an mit Gemälden von Philipp Otto Runge und Caspar David Friedrich sowie Bildern von Winterlandschaften, Greta Garbo und der Reichskanzlei. Er verwendet ferner historisches Bild- und Tonmaterial aus der Zeit des Nationalsozialismus, etwa Aufnahmen von einer Rundfunkkonferenzschaltung zu Weihnachten während des Zweiten Weltkrieges. Häufig arbeitet Syberberg mit der gleichzeitigen Überlagerung von Geräuschen, Musik, Sprache, der Spielszene im Vordergrund und einer Filmprojektion im Bildhintergrund. Wiederkehrende Leitmotive sind Tonaufnahmen einer NS-Totenfeier für „die Gefallenen der Bewegung“ und die Schneekugel.

## Kritik
Während die deutsche Presse den Film zum großen Teil ablehnte, wurde er im westlichen Ausland von prominenten Publizisten in Schutz genommen. So lobte die Essayistin Susan Sontag den Film. Zu einem Wiederaufflammen der Debatte um Syberberg und sein Hitlerbild kam es 1990 anlässlich der Veröffentlichung seines Buches Vom Unglück und Glück der Kunst in Deutschland nach dem letzten Kriege, das ebenfalls als eine Apologie Hitlers kritisiert wurde.

„Selten ist die Banalität des Bösen so genau dargestellt worden, [...] [a]ber schließlich bleibt Hitler doch ein unbekanntes Wesen, der grausame Gott einer Irrationalität, die Syberberg sich zu eigen macht. Für ihn ist Hitler schließlich auch »der größte Filmemacher aller Zeit«.“

„Ein ausufernder Versuch Syberbergs, sich der Figur Hitler über die irrationalen Schichten der deutschen Volksseele zu nähern. In einer Kompositionsform, die der Musik angenähert ist, entwirft er ein komplexes Gefecht [sic] aus wechselnden Perspektiven und Darbietungsformen, das mit unzähligen Zitaten aus Literatur, Malerei, Musik und Film gespickt ist. Syberbergs positive Mythologie bricht radikal mit den Gesetzen des narrativen oder rational argumentierenden Kinos. Als monumentales Gesamtkunstwerk konzipiert, polemisiert sein Film gegen modernen Kulturverfall und gegen die bundesdeutsche "Kulturhölle", die als Fortsetzung der faschistischen Korruption dargestellt wird. Die einfallsreiche Nutzung der Montage zeigt hohes künstlerisches Vermögen, zahlreiche Querverweise und Zitate erschweren aber den Zugang und machen den sehr intellektuellen Film ebenso reichhaltig wie kontrovers.“